# Inge Morath
Ingeborg Hermine "Inge" Morathⓘ (n. 27 mai 1923 – d. 30 ianuarie 2002) a fost o fotografă americană originară din Austria; una dintre personalitățile marcante din cultura și artele frumoase ale Austriei.

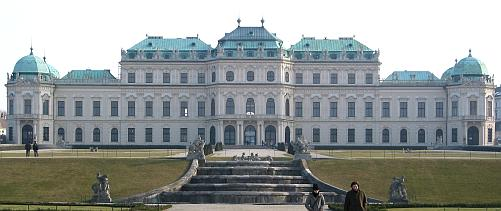
Palatul Belvedere, ultima reședință a fotografei (un exemplu de arhitectură barocă)

În perioada 1962 - 2002 a fost căsătorită cu scriitorul Arthur Miller, având ca fiică pe regizoarea și scenarista Rebecca Miller.
A murit de cancer în 2002, la vârsta de 78 de ani.

## Monografii (selectiv)
- 1955 Guerre à la Tristesse. Delpire, France.
- 1956 Fiesta in Pamplona. Universe Books, USA.
- 1956 Venice Observed. Reynal & Co., USA.
- 1958 De la Perse à l'Iran. Robert Delpire, France.
- 1960 Bring Forth the Children: A Journey to the Forgotten People of Europe and the Middle East. McGraw-Hill, USA.
- 1967 Le Masque (Drawings by Saul Steinberg). Maeght Editeur, France.
- 1969 In Russia. Viking Press, USA.
- 1972 In Russia Penguin. ISBN 978-0-670-02028-7
- 1973 East West Exercises. Simon Walker & Co., USA.
- 1975 Grosse Photographen unserer Zeit:  Inge Morath. C.J. Bucher Verlag, Switzerland.
- 1977 In the Country. Viking Press, USA.
- 1979 Inge Morath: Photographs of China. Grand Rapids Art Museum, USA.
- 1979 Chinese Encounters. with Arthur Miller. Straus & Giroux, USA.
- 1981 Bilder aus Wien: Der Liebe Augustin. Reich Verlag, Switzerland.
- 1984 Salesman in Beijing. with Arthur Miller. Viking Press, USA. ISBN 978-0-670-61601-5
- 1986 Portraits. Aperture, USA. ISBN 978-0-89381-244-7
- 1991 Russian Journal. Aperture Foundation, USA. ISBN 978-1-85619-102-9
- 1992 Inge Morath: Photographs 1952 to 1992. Otto Müller/Verlag, Austria.
- 1994 Inge Morath: Spain in the Fifties. Arte con Texto, Spain.
- 1995 Donau. Verlag, Austria. ISBN 978-3-7013-0916-0
- 1996 Woman to Woman. Magnum Photos, Japan.
- 1999 Inge Morath: Portraits. Verlag, Austria.
- 1999 Arthur Miller:  Photographed by Inge Morath. FNAC, Spain.
- 1999 Inge Morath: Life as a Photographer. Kehayoff Books, Germany. ISBN 978-3-929078-92-3
- 2000 Saul Steinberg Masquerade. Viking Studio, USA. ISBN 978-0-670-89425-3
- 2002 New York. Otto Müller/Verlag, Austria. ISBN 978-3-7013-1048-7
- 2003 Inge Morath: Last Journey Prestel. ISBN 978-3-7913-2773-0
- 2006 The Road to Reno. Steidl, Germany. ISBN 978-3-86521-203-0
- 2009 Inge Morath: Iran. Steidl, Germany. ISBN 978-3-86521-697-7
- 2009 Inge Morath: First Color. Steidl, Germany. ISBN 978-3-86521-930-5
- 2015 History Travels Badly. London: Fishbar. ISBN 978-0-9569959-6-4